# Azonhon Faton
Azonhon Faton né Faton Sêmèdéton B. Marie le 18 janvier 1957 à Porto-Novo au Bénin et décédé en 2008 était un metteur en scène, dramaturge et acteur nigérien.

## Biographie
Azonhon Faton est apparu pour la première fois sur scène en 1966 au théâtre de l'école. Il a effectué plusieurs métiers en tant comme chauffeur, mécanicien, maçon et docker et il obtient un diplôme d'électricien du bâtiment. Il a remporté plusieurs prix au début des années 1980 pour des pièces qu'il a écrites et qui ont été jouées par les théâtres scolaires de Niamey et d'Agadez. En plus des théâtres, il a également écrit des scénarios pour des courts métrages.
Faton a fondé en 1987 à Niamey l'ensemble théâtral Messagers du Sahel, qui était sous sa direction et qui était considéré comme l'initiative théâtrale privée la plus connue du Niger dans les années 1990. Contrairement à la plupart des autres troupes du pays, qui jouaient dans les langues nationales du Niger dans un souci de séduction, les Messagers du Sahel utilisaient le français comme langue officielle. Outre le Niger lui-même, la troupe s'est fait distinguer dans des festivals panafricains à l'étranger, comme au Burkina Faso en 1992. La troupe a conservé un style réaliste. Comme d'autres troupes établies au Niger telles que la troupe de Yazi Dogo et la troupe de l'ORTN, les Messagers du Sahel ont également produit des œuvres commandées pour la télévision nationale et des organisations non gouvernementales.
Anzonhon Faton est décédé des suites d'une maladie en 2008. 

## Ouvrages
- La Langue mielleuse. 1981.
- Attention Professeur. 1982.
- Awa l’ambitieuse. 1982.
- Nous sommes tous coupables. 1987.
- Quel sort pour Zak ? 1988.
- Rêve déçu. 1989.
- Le Génie de Kamalo. 1991.
- Histoire du rêveur. 1994.
- Un mal mystérieux. 1997.
- Samira n’ira pas à l’école. 1997.
- Tanko, l’Enfant bafoué. 1998
- Si Wa Fa (Ne les tuez pas). 1998.
- Koula da yara (Prenons soin des enfants). 1998.
- Kalatchi (Le manger). 1999.
- Un retour providentiel. 2000.
- Papa ma folie. 2000.
- Suspens au tribunal.
- Le Champ de l’espoir.
- L'Avisée et l'Incrédule.
- Espoir perdu.
- Les Deux Séducteurs.
- Notre administration.
- Pour une affaire de femme.
- Le Sort d’une veuve.
- Kandé et Biba.
- Liberté de conscience.
- Djogol ou la Magouille.
- Le désarroi d’une famille.
- Tu commandes je commande.
- La Force de l’art.
- Azno et Mariam.
- Binta la fille modèle.
- Le Démon du plaisir.
- L'Enfant-trésor.
- On change la vue.